# Star Time
Star Time é um box set com 4 CDs e 71 faixas, lançado em 1991 cobrindo a carreira de James Brown. Seu conteúdo cobre a maior parte de sua carreira até o momento de seu lançamento, começando em 1956 com a primeira gravação de sucesso, "Please, Please, Please" e terminando com "Unity", de 1984 em colaboração com Afrika Bambaataa. Escrevendo em 2007, Robert Christgau o descreve como "o melhor box set já lançado..., não apenas porque é  James Brown, mas porque os compiladores Cliff White e Harry Weinger investiram muito tempo e conhecimento nisto." O título da compilação veio da pergunta que o MC fazia nos concertos de Brown, como pode-se ouvir no álbum Live at the Apollo: "Are you ready for star time?".
As anotações de Star Time, escritas por Cliff White, Harry Weinger, Nelson George, Alan Leeds e o próprio Brown, venceu o Grammy de 1991 para Grammy Award for Best Album Notes. As notas também inclem uma discografia e uma história em quadrinhos de uma página feita por Mary Fleener; uma interpretação visual da canção "I Got You (I Feel Good)."
Em 2003, o álbum foi classificado em número 79 na lista da revista Rolling Stone 500 maiores álbuns de todos os tempos. Foi o segundo box set mais bem classificado na lista. Em 2012, o box set subiu para a posição número 74.

## Lista de faixas

### Disco 1  ("Mr. Dynamite")
1. "Please Please Please" (James Brown, Johnny Terry) – 2:43
2. "Why Do You Do Me" (Bobby Byrd, Sylvester Keels) – 2:59
3. "Try Me" (Brown) – 2:30
4. "Tell Me What I Did Wrong" (Brown) – 2:20
5. "Bewildered" (Leonard Whitcup, Teddy Powell) – 2:21
6. "Good Good Lovin'" (Brown, Albert Shubert) – 2:18
7. "I'll Go Crazy" (Brown) – 2:05
8. "I Know It's True" (Brown) – 2:40
9. "(Do the) Mashed Potatoes, Pt. 1" (Dessie Rozier) – 1:39
10. "Think" (Lowman Pauling) – 2:46
11. "Baby, You're Right" (Brown, Joe Tex) – 2:58
12. "Lost Someone" (Brown, Byrd, Lloyd Eugene Stallworth) – 3:28
13. "Night Train" (Oscar Washington, Lewis Simpkins, Jimmy Forrest) – 3:38
14. "I've Got Money" (Brown) – 2:29
15. "I Don't Mind" [live] (Brown) – 2:29
16. "Prisoner of Love" (Leo Robin, Russ Columbo, Clarence Gaskin) – 2:24
17. "Devil's Den" (Ted Wright) – 4:48
18. "Out of the Blue" (Wright, Terry) – 2:15
19. "Out of Sight" (Wright) – 2:19
20. "Grits" (Nat Jones, Wright) – 3:58
21. "Maybe the Last Time" (Wright) – 3:02
22. "It's a Man's World" (Brown, Betty Jean Newsome) – 3:22
23. "I Got You" (Wright) – 2:27
24. "Papa's Got a Brand New Bag, Pts. 1, 2 & 3" (Brown) – 6:56

Faixa 9 publicada sob o pseudônimo de James Brown, Dessie Rozier. Faixas 17-21 e 23 foram publicadas sob o pseudônimo de James Brown, Ted Wright.
Faixas 1-7, 10, 12, 15 e 21 gravadas com os The Famous Flames

### Disco 2  ("The Hardest Working Man In Show Business")
1. "Papa's Got a Brand New Bag, Pt. 1" (Brown)  – 2:06
2. "I Got You (I Feel Good)" (Brown) – 2:45
3. "Ain't That a Groove" (Brown, Jones) – 3:31
4. "It's a Man's Man's Man's World" (Brown, Newsome) – 2:46
5. "Money Won't Change You" (Brown, Jones) – 6:01
6. "Don't Be a Dropout" (Brown, Jones) – 4:31
7. "Bring It Up (Hipster's Avenue)" (Brown, Jones) – 3:48
8. "Let Yourself Go" (Brown, Bud Hobgood) – 3:53
9. "Cold Sweat" (Brown, Alfred Ellis) – 7:30
10. "Get It Together" (Brown, Hobgood, Ellis) – 8:57
11. "I Can't Stand Myself (When You Touch Me), Pt. 1" (Brown) – 3:29
12. "I Got the Feelin'" (Brown) – 2:39
13. "Licking Stick – Licking Stick" (Brown, Byrd, Ellis) – 4:52
14. "Say It Loud – I'm Black and I'm Proud, Pt. 1" (Brown, Ellis) – 2:59
15. "There Was a Time" [Live] (Brown, Hobgood) – 4:59
16. "Give It Up or Turnit a Loose" (Charles Bobbit) – 3:10
17. "I Don't Want Nobody to Give Me Nothing (Open up the Door I'll Get It Myself)" (Brown) – 5:59

### Disco 3  ("Soul Brother No. 1")
1. "Mother Popcorn" (Brown, Ellis) – 6:18
2. "Funky Drummer" (Brown) – 7:00
3. "Get Up (I Feel Like Being a) Sex Machine" (Brown, Byrd, Ron Lenhoff) – 5:15
4. "Super Bad, Pts. 1 & 2" (Brown) – 4:26
5. "Talkin' Loud & Sayin' Nothing" (Brown, Byrd) – 8:59
6. "Get Up, Get into It and Get Involved" (Brown, Byrd, Lenhoff) – 7:03
7. "Soul Power, Pts. 1 & 2" (Brown) – 4:25
8. "Brother Rapp/Ain't It Funky Now" [live] (Brown) – 7:44
9. "Hot Pants, Pt. 1" (Brown, Fred Wesley) – 3:06
10. "I'm a Greedy Man, Pt. 1" (Brown, Bobbit) – 3:36
11. "Make It Funky, Pt. 1" (Brown, Bobbit) – 3:34
12. "It's a New Day" [live] (Brown) – 3:48
13. "I Got Ants in My Pants, Pt. 1" (Brown) – 3:01
14. "King Heroin" (Brown, Bobbit, Dave Matthews, Manny Rosen) – 3:57

### Disco 4  ("The Godfather Of Soul")
1. "There It Is, Pt. 1" (Brown) – 3:20
2. "Public Enemy #1, Pt. 1" (Brown, Bobbit, Henry Stallings) – 5:09
3. "Get on the Good Foot" (Brown, Wesley, Joseph Mims) – 4:07
4. "I Got a Bag of My Own" (Brown) – 3:44
5. "Doing It to Death" (Brown) – 5:14
6. "The Payback" (Brown, Wesley, John Starks) – 7:28
7. "Papa Don't Take No Mess, Pt. 1" (Brown, Wesley, Starks, Bobbit) – 4:22
8. "Stoned to the Bone, Pt. 1" (Brown) – 3:28
9. "My Thang" (Brown) – 4:37
10. "Funky President (People It's Bad)" (Brown) – 4:01
11. "Hot (I Need To Be Loved, Loved, Loved, Loved)" (Brown) – 5:03
12. " Get Up Offa That Thing (Release the Pressure)" (Diedre Jenkins, Deanna Brown, Yamma Brown) – 6:14
13. "Body Heat, Pt. 1" (Jenkins, D. Brown, Y. Brown) – 4:29
14. "It's Too Funky in Here" (George Jackson, Walter Shaw, Brad Shapiro, Robert Miller) – 5:39
15. "Rapp Payback (Where Iz Moses)" (J. Brown, Susaye Brown, Henry Stallings) – 4:36
16. "Unity, Pt. 1" (J. Brown, Khayan Aasim Bambaataa, Douglas Wimbish, Bernard Alexander, Keith LeBlanc, Robin Haplin) – 3:40

## Outras compilações
Na época de seu lançamento Star Time era a mais compreensiva coleção de gravações de James Brown já lançada. Uma série de compilações da Polydor lançada nos anos 1990 expandiu Star Time, incluindo canções adicionais, takes alternativos, gravações inéditas e mais longas, e versões sem edição:
- Roots of a Revolution (2 CD; covers 1956-1964)
- Foundations of Funk – A Brand New Bag: 1964–1969 (2 CD)
- Funk Power 1970: A Brand New Thang (1 CD)
- Make It Funky – The Big Payback: 1971–1975 (2 CD)
- Dead on the Heavy Funk, 1975-1983 (2 CD)

Duas outras compilações da Polydor, também contém uma antologia das gravações instrumentais de Brown:
- Soul Pride: The Instrumentals (1960-69) (2 CD)
- The J.B.'s- Funky Good Time: The Anthology (2 CD; covers 1970-1976)

Em 1992, a Scotti Brothers Records lançou The Greatest Hits of the Fourth Decade, uma coletânea das canções de Brown que entraram nas paradas e que foram deixadas de fora de Star Time. A capa do álbum é semelhante a de Star Time.
Em 2006, a Hip-O Select Records deu início ao relançamento em vários volumes da série completa de singles de James Brown (ambos lados do single) em CD. Os volumes estão disponíveis apenas para pedidos online. Até 21 de abril de 2017, onze volumes tinham sido lançados, cobrindo os seguintes períodos: 1956-1960, 1960-1963, 1964-1965, 1966-1967, 1967-1969, 1969-1970, 1970-1972, 1972-1973, 1973-1975, 1975-1979 e 1979-1981.